# Comuna Vârciorog, Bihor
Vârciorog (în maghiară: Vércsorog) este o comună în județul Bihor, Crișana, România, formată din satele Fâșca, Surducel, Șerghiș și Vârciorog (reședința).

## Demografie
Componența etnică a comunei Vârciorog
     Români (94,81%)
     Alte etnii (0,7%)
     Necunoscută (4,49%)
Componența confesională a comunei Vârciorog
     Ortodocși (77,68%)
     Penticostali (14,88%)
     Baptiști (2,05%)
     Alte religii (0,6%)
     Necunoscută (4,79%)
Conform recensământului efectuat în 2021, populația comunei Vârciorog se ridică la 2.003 locuitori, în scădere față de recensământul anterior din 2011, când fuseseră înregistrați 2.304 locuitori. Majoritatea locuitorilor sunt români (94,81%), iar pentru 4,49% nu se cunoaște apartenența etnică. Din punct de vedere confesional, majoritatea locuitorilor sunt ortodocși (77,68%), cu minorități de penticostali (14,88%) și baptiști (2,05%), iar pentru 4,79% nu se cunoaște apartenența confesională.

## Politică și administrație
Comuna Vârciorog este administrată de un primar și un consiliu local compus din 11 consilieri. Primarul, Vasile Cociuba[*], de la Partidul Național Liberal, este în funcție din 2004. Începând cu alegerile locale din 2024, consiliul local are următoarea componență pe partide politice:
|  | Partid                          | Consilieri | Componența Consiliului | Componența Consiliului | Componența Consiliului | Componența Consiliului | Componența Consiliului | Componența Consiliului | Componența Consiliului | Componența Consiliului |
|  | ------------------------------- | ---------- | ---------------------- | ---------------------- | ---------------------- | ---------------------- | ---------------------- | ---------------------- | ---------------------- | ---------------------- |
|  | Partidul Național Liberal       | 8          |                        |                        |                        |                        |                        |                        |                        |                        |
|  | Alianța pentru Unirea Românilor | 1          |                        |                        |                        |                        |                        |                        |                        |                        |
|  | Partidul Social Democrat        | 1          |                        |                        |                        |                        |                        |                        |                        |                        |
|  | Vușcan Ioan-Cristian            | 1          |                        |                        |                        |                        |                        |                        |                        |                        |

## Vezi și
- Biserica de lemn din Fâșca
- Biserica de lemn din Vârciorog